# Stefan Wul
Stefan Wul (nacido como Pierre Pairault, París, 27 de marzo de 1922 - Évreux, 26 de noviembre de 2003) fue un novelista y cuentista francés adscrito al género de la ciencia ficción y que además fue conocido con el seudónimo Lionel Hudson. Publicó su primer trabajo literario titulado Le Temple du passé en 1957.

## Biografía
Pierre Pairault nació en 1922 en el cuarto distrito de París. Siguió una educación tradicional en el Collège Rocroy Saint-Léon, graduándose de filosofía en 1940. Al final de la Segunda Guerra Mundial, se graduó de cirujano dentista. Se casó en 1951, abandonando París para radicarse en el campo de Normandía en 1952. 
Además de su trabajo como dentista, Pairault comenzó a escribir bajo el seudónimo de Stefan Wul a partir de 1956. Este seudónimo hace mención al nombre de un ingeniero atómico descubierto en una revista especializada; tras varios intentos fallidos en el género de la ficción criminal, selecciona a la ciencia ficción casi por accidente: simplemente porque su esposa se había quejado de una novela de ciencia ficción que había leído. Así, publica once novelas entre 1956 y 1959, bajo la colección Anticipation de la casa editorial Fleuve noir, a pesar de la mala fama que la literatura de ciencia ficción tenía en esa época.
Wul también participó en el diseño de las portadas de sus novelas, enviando al ilustrador René Brantonne varios dibujos de su trabajo. Respecto a su método de trabajo, Wul indicó que trabajaba sin un plan o directrices predefinidas, partiendo desde una sola idea original que desarrollaba gradualmente a lo largo de la escritura.
Participó también brevemente en el fandom On dirait de Pierre Versins y publicó algunos libros de poesía inspirados en el mundo de la ciencia ficción.

## Obras

### Cuentos
- Le Bruit (1957), en Fiction Nº 43.
- Échec au plan 3 (1958), en Satellite Nº 1.
- Expertise (1958), en Fiction Nº  54.
- Il suffit d'un rien (1958), en Satellite Nº 5.
- Jeux de vestales (1960), en Fiction spécial Nº 2.
- Gwendoline (1961), en Fiction Nº 87.
- Droit de réponse (1974), en Les nouvelles littéraires, Nº 2427.
- L'Archange (1982), en Stefan Wul, Odyssée sous contrôle, Denoël, Coll. Présence du futur, Nº 542, 1993.

- Le Loup botté (1995), en Stefan Wul, Œuvres complètes - 1, Lefrancq, 1996.
- Déchéance (2000), en Phenix Nº 50.

### Novelas
- Retour à « 0 » (1956).
- Niourk (1957).
- Rayons pour Sidar (1957).
- La Peur géante (1957).
- Oms en série (1957), llevada al cine en el largometraje de animación El planeta salvaje (1973), dirigido por René Laloux.
- Le Temple du passé (1957).
- L'Orphelin de Perdide (1958).
- La Mort vivante (1958).
- Piège sur Zarkass (1958).
- Terminus 1 (1959).
- Odyssée sous contrôle (1959).
- Noô (1977).

### Poesía
- Apocalypses, en Stefan Wul Œuvres complètes 1 Éditions Claude Lefrancq Collection Volumes, 1996
- La Vercingétorigolade, La Pensée universelle, 1972
- La Vercingétorigolade, en Stefan Wul Œuvres complètes 2 Éditions Claude Lefrancq, Collection Volumes, 1997
- Transes, en Stefan Wul Œuvres complètes 2 Éditions Claude Lefrancq, Collection Volumes, 1997
- Feuilles éparses, en Stefan Wul Œuvres complètes 2 Éditions Claude Lefrancq, Collection Volumes, 1997
- Autres rimes de circonstance, en Stefan Wul Œuvres complètes 2 Éditions Claude Lefrancq, Collection Volumes, 1997